# Angyalffy Mátyás András
Angyalffy Mátyás András (Naszály, 1776. február 5. – Pozsony, 1839. március 17.), agronómus, mezőgazdasági szakíró, a keszthelyi Georgikon tanára.

## Családja és származása
Római katolikus polgári családban született. Apja Engelmann György (1747–1785), naszályi molnár mester, anyja Róth Klára (1756–1814). Apja korai halála után az anyja férjhez ment 1786. május 29-én Pachl Bertalan (1765–1831) naszályi molnárhoz, aki tovább vitte a naszályi malmot. Mostohaapja révén több féltestvére született édesanyjától: az egyik Pachl Terézia (1791-1865), akinek a férje Lakner Mátyás (1784–1860), az ószőnyi uradalmi tiszttartója gróf Zichy Jánosnak (1777–1830), illetve Pachl Klára (1787–1852), akinek a férje, idősebb Kollár János (1783–†?), aki a Győri püspökség fertőrákosi uradalmi tiszttartója volt. Unokahuga Lakner Alojzia (1810-1879), akinek a férje Schandl János (1799-1881), Győr szabad királyi város képviselője az 1848-as szabadságharc alatt, Győr községi tanácsosa, gyümölcs- és gabonakereskedő, földbirtokos.

## Élete
Korán végzett tanulmányaival, tanult a lipcsei egyetemen is, utazásokat tett a modern mezőgazdasági rendszerek tanulmányozására Nyugat-Európában, Svájcot és Angliát is érintve. Rendszeresen olvasott latin, görög és héber nyelven, ezenkívül beszélt angolul, franciául, németül, spanyolul és portugálul. Előbb ismeretlen „előkelő családnál” nevelősködött, majd Festetics György gróf 1818-ban a gyermekei nevelésével bízta meg, és meghívta tanárnak Georgikonába. Itt öt évig tanított mezőgazdaságtant, jószágkezelést és gazdasági technológiát, eleinte gazdasági másodtanárként, utóbb vezető tanárként. Két éven át az archoni (igazgatói) tisztséget is betöltötte, akinek a feladata a tanárok ellenőrzése és az elméleti és gyakorlati oktatás összhangjának biztosítása volt. 1822-ben vagy 1823-ban kilépett innen, és Pestre költözött, teljesen az irodalomnak szentelve magát. A következő években két könyvet írt. 1824-ben Mezei Gazdák Barátja címmel folyóiratot alapított, amely 1824. július 3-ától 1825. június 25-éig hetente jelent meg, majd anyagi okok miatt megszűnt. 1829–30-ban egy évig ismét megpróbálkozott a lappal, de támogatás hiányában ismét meg kellett szüntetnie. 1832-ben Mezei Gazda címen havonta megjelenő folyóiratot adott ki, de ebből is csak 6 füzet jelenhetett meg. A cikkek egy része a Nyugat-Európában tanulmányúton lévő mezőgazdász fiának beszámolóira épült, különösen a hazai és külföldi állapotok összevetésében.
Gyermekei közül Klára leánya (szül.: 1819) és Mátyás fia (szül.: 1821) mindketten Keszthelyen születtek. Két fiát anyagi nehézségei miatt egy időben maga tanította, az idősebbiket, Andrást külföldre tudta küldeni tanulni.
A Magyar Tudós Társaság, miután akkor már több gazdasági társaság oklevelével tüntette ki, 1832. március 9-én levelező tagjai sorába választotta. Ennek ellenére nagy szegénységben halt meg.

## Házassága és leszármazottjai
Felesége Rigler Jozefa Terézia, akitől született:
- Angyalffy Klára Terézia Kornélia (Keszthely, 1819. április 30.)[11]
- Angyalffy Mátyás (Keszthely, 1821. szeptember 8.)[12]

## Művei
- Grundsätze der Schaafkultur. Oedenburg, 1817. (Ism. Tud. Gyűjt. 1823. III.)
- Ökonomie der Landwirthschaft. 2 Theile. Pest, 1823–24. (Ism. Allg. Liter. Zeitung. Halle, 1826. No. 203.)
- Grundsätze der Feld kultur. 4. Theile. Pest, 1823–24. (Ism. Allg. Liter. Zeitung. 1826. No. 679.)
- Juhász-káté. Uo. 1830.
- Közönséges baromorvosi könyv. Kassa, 1836. (Névtelenül.)